# چیت‌سازی بهشهر
کارخانه چیت‌سازی بهشهر یکی از بزرگترین کارخانه‌های نساجی خاورمیانه در ایران بود. این کارخانه در بخش شمالی شهر در خیابان امام خمینی (پهلوی سابق) و در مجاورت ایتگاه راه‌آهن تاسیس شد. 

## تاسیس
این کارخانه در بین سال‌های ۱۳۱۴ تا ۱۳۱۷ با همکاری کمپانی انویون ماتکس آلمان ساخته و به بهره‌داری رسید. ماشین آلات آن در سالهای ۱۹۳۶ و ۱۹۳۷ از آلمان وارد شدند. مساحت این کارخانه بالغ بر هفتاد و پنج هزار متر مبربع بود و شامل بخش ریسندگی، بافندگی و رنگرزی می‌شد.

## ورشکستکی
واگذاری نسنجیده و حساب نشده چیت‌سازی به بخش خصوصی در سال ۱۳۷۶ و ناکارآمدی مدیریت جدید موجب افزایش روزافزون بدهی کارخانه شده و از آغاز دهه ۱۳۸۰ با رکود و خطر ورشکستگی مواجه شد و هزاران کارگر بیکار شدند. بخش عمده کارخانه از سال ۱۳۸۲ به دلیل بدهی‌های فراوان و فرسوده بودن دستگاه‌ها تعطیل و تولید آن در اواسط دهه هشتاد به طور کلی قطع شد. زمین این کارخانه نیز به توقیف سازمان تامین اجتماعی، اداره دارایی و بانک ملی رسیده است .